# Andreas Nierhaus
Andreas Nierhaus (* 1962) ist ein deutscher Basketballfunktionär und -trainer.

## Leben
Nierhaus, der Germanistik studierte, war bereits seit Jahren als Jugendtrainer beim BC Johanneum Hamburg tätig gewesen, als er im Februar 1997 bei dem damaligen Zweitligaverein zudem Manageraufgaben übernahm. Er wurde Geschäftsführer und auf diese Weise am Aufstieg der Mannschaft in die Basketball-Bundesliga beteiligt. Auch in der Bundesliga blieb Nierhaus für BCJ tätig. In der Saison 2000/2001 übernahm er neben seinen Aufgaben als Geschäftsführer zudem das Amt des Co-Trainers von Peter Schomers beziehungsweise nach dessen Entlassung von Pat Elzie. Nach dem Abschied von Manager Axel Cadow im September 2000 übernahm er einen Teil von dessen Aufgabenbereich.
Ab 2002 war Nierhaus Trainer des VfL Pinneberg in der 2. Regionalliga, Ende Dezember 2004 kam es zur Trennung, nachdem die Mannschaft auf den letzten Tabellenrang abgerutscht war. Er wurde für den BCJ-Nachfolgeverein BC Hamburg als Trainer tätig, förderte in der Jugend neben anderen Talenten auch den späteren Nationalspieler Ismet Akpinar sowie Lennard Larysz, dem ebenfalls der Sprung in die Bundesliga gelang. Er betreute die BCH-Herrenmannschaft als Trainer und wurde für den Hamburger Basketball Verband als Auswahltrainer tätig.